# Club Atlético Atenas (San Carlos)
El Club Atlético Atenas es un club de fútbol en Uruguay, está ubicado en la ciudad de San Carlos, departamento de Maldonado, Uruguay. Actualmente compite en la Segunda División Profesional de Uruguay.
Fue fundado en 1928, y nueve años después a su fundación el club logra su primer campeonato, en la Liga Carolina de Futbol, el club empezó compitiendo a nivel del departamento de Maldonado, luego se expande a un nivel país departamentalmente afiliado a la Organización del Fútbol del Interior, hasta convertirse en un club profesional, afiliándose a la Asociación Uruguaya de Fútbol, compitiendo en Segunda División Profesional, teniendo pasajes por la Primera División.

## Historia
El primero de mayo de 1928, en la entonces villa de San Carlos en el Departamento de Maldonado, se encontraban en un almuerzo, dado el feriado por el día de los trabajadores, los jóvenes deportistas Héctor Páez Núñez (Garzón, Maldonado 16/11/1910 - San Carlos 01/10/1988) y Rubén Borges (San Carlos 08/10/1909), ambos jugadores del Excelsior, equipo de fútbol de nuestra localidad fundado en 1926. Dicha reunión era en la zona llamada La Represa, lugar común en la época para dichas tertulias, por donde hoy está la fábrica IMSA.
A horas tempranas de la tarde tenían una práctica en el club antes nombrado, en la cancha del equipo de San Carlos, terreno que estaría situado hoy entre las actuales calles Alvariza y Ceberio y 25 de agosto y Fernández Chávez, los arcos daban uno sobre 25 y el otro sobre Chávez. No logran llegar a la hora pactada para comenzar el entrenamiento, por este motivo el capitán del Excelsior, Juan Ramón Cabrera no los deja practicar. Ofuscados, los dos muchachos toman rumbo al centro de la ciudad, conversando la idea de armar otro equipo. Iban a plantearle lo ocurrido y sus propósitos a Oriol Díaz, arquero del Excelsior que ese día no practicaba por estar trabajando, el cual era empleado de la Farmacia Machado. Para ubicarse hoy, comercio que estaba esquina cruzada con el local del BPS, en la calle 18 de julio.
Luego de caminar varias cuadras, llegan a dicho lugar y le plantean los hechos a Oriol, aceptando este la propuesta, comenzando así la hermosa historia de Atenas. Oriol Díaz (San Carlos 01/04/1910 - San Carlos 14/03/1983), fue una figura clave en estos primeros pasos del nobel club, primer capitán con la importancia que eso tenía y principalmente porque fue el quien le dio el nombre "Atenas".
Las primeras reuniones se realizaron en una pieza de Carlos Mena y Ramón Burgueño por calle Reyles casi Maldonado de nuestros días, en estas primeras asambleas surge el nombre Atenas, ya antes mencionamos al autor, pero el por qué se le ocurrió ese nombre, fue por la capital de Grecia cuna del deporte moderno ya que ahí se celebraron los primeros Juegos Olímpicos de nuestra era, Atenas 1896.
También se conformó la primera Comisión Directiva presidida por el Químico Farmacéutico Ernesto Machado García, secretario Oriol Díaz, tesorero Joaquín Rodríguez Sosa, vocales Héctor Paéz Núñez, Ramón Burgueño, Ricardo Bernadet, Elbio Rodríguez, Pablo Mata y Rubén Borges.
El primer partido se jugó en carácter amistoso en mayo contra el club de donde muchos se habían retirado, este encuentro terminó abruptamente al promediar el primer tiempo por una lesión de un jugador rival, a los pocos días se jugó la revancha ganando Atenas 2 a 1. Luego en septiembre se realizó un partido en Pan de Azúcar perdiéndose dicho encuentro por 3 a 2 con el conjunto del mismo nombre de la localidad.
El color de la camiseta surge de casualidad, a raíz de que la camiseta del Excelsior era roja con cuello blanco, en principio querían que fuera roja con cuello azul, pero eran muy parecidas, así que optaron por el color azul marino con cuello rojo.
La primera cancha del club se utilizó entre 1928 y 1929 y estaba ubicada en las actuales calles Tomás Berreta entre Mariano Soler y Melchor Maurente.
En 1954 comienza la historia de nuestro estadio. Corría el mes de marzo del año antes dicho cuando la asamblea general del club, aprueba la compra del predio para el futuro estadio al Frigorífico del Este a $2000 la hectárea. Atenas tenía hasta entonces su campo de juego en lo que es hoy el barrio Aníbal Amorín, dicha cancha se usaba mediante alquiler del terreno desde 1935, pero el titular del mismo lo quería, ya que le iba a dar otro uso. Esto precipitó la búsqueda de otro lugar para la cancha. Dicho terreno adquirido finalmente al frigorífico antes nombrado eran de aproximadamente 3 hectáreas.
El juego debut en ese campo se jugó el 8 de mayo de 1955, en un amistoso contra Defensor de Maldonado. Partido ganado por Atenas 4 a 3. El primer gol de un azulgrana en dicho terreno de juego lo hizo Julio Formoso. Atenas ese día ingreso con: Wilfredo García, Hebert Moreira, Abascal Sosa, Nepomuceno Acosta, Milson Pagola (Carlos Pereira), Esperanza Acosta, Walter Sánchez, Lorenzo Collado, Gualberto Gastán (Geobano Núñez), Julio Formoso y Nicolás Mego, el entrenador era José Maffio. Formoso anotó otro tanto y completaron el score ateniense Collado y Sánchez. En el correr del mismo mes Atenas juega y gana su primer título en la nobel cancha, el torneo apertura de ese año al empatar 1 a 1 y triunfar por córneres contra Huracán. El primer gol oficial lo marco Pedro Fermín Sosa.
En septiembre de 1963, se empezó a plasmar la idea de construir la tribuna principal para transformar la cancha en estadio, con un costo aproximado de 100 mil pesos. Se creó una comisión de contralor de la obra, presidida por Amador Berna, integrada además por Julio Vidal, Casimiro Cardozo, Ricardo Pérez, Dalmiro Iza, la tribuna se levantaría en el costado sur, entre la cancha principal y la de cebollitas, teniendo tres tramos, en el centro de 8 asientos, siguiendo dos tramos a los costados de 6 asientos y en las puntas de 4 asientos, y debajo del tramo central irán los vestuarios. Se rifó un auto que dejó 50.000 pesos de ganancias y además se solicitó un préstamo.
El 21 de noviembre de ese año dio comienzo la obra, los trabajos de orientación estuvieron a cargo del señor Quintana, experto en armado de hormigón. Podríamos decir que hasta hoy se sigue en obras, marcamos algunos años: en 1968 el asociado Rudemar Díaz dona el alambrado completo para la cancha, en 1970 se realizó la obra sanitaria del estadio con la colaboración de la Intendencia de Maldonado aportando mano de obra y materiales, se revocaron los baños del público y de los vestuarios, se conectaron duchas y artefactos sanitarios, se construyó la churrasquera, también se consigue un motor bomba para brindar agua caliente en las duchas de jugadores y jueces, dándole el toque final al estadio ateniense. En 1981 se colocaron los arcos de metal. En 1999 se cambió el alambrado olímpico y se pintó el estadio, para el 2002, se acondicionó el campo de juego a medidas FIFA, con la colaboración del ingeniero agrimensor Artigas Rijo, vestuarios, baños nuevos local y visitante, revestimiento de sanitaria, una fila de asientos en la parte superior de la tribuna quedando con una capacidad de 1560 personas sentadas, modificación del alambrado perimetral, nuevo acceso privado para los jueces y tribunas laterales provisorias y taludes. Se contó la ayuda de la IMM, Junta Local, Senador Wilson Sanabria, señor Néstor Suárez en la dirección de obra y trabajo de pintura del señor Ruberico Cano, quedando el estadio con una capacidad de 1920 personas sentadas y 2000 paradas.
En estos años también se crearon canchas auxiliares. En 2009 se compró maquinaria: un tractor corta césped, bordeadora, motosierra. En agosto de ese año se levantan las tribunas permanentes detrás de los arcos, con un largo de 24 metros. En 2012 se pintó el estadio y quedaron disponibles 8 cabinas techadas cerradas y finalmente en 2014 se comenzó a construir la tribuna para visitante, arreglo de baños, riego computarizado. Siendo el avance en el mismo permanente.
Nómina de los primeros jugadores que actuaron en 1928: Oriol Díaz, Rubén Borges, Héctor Páez Núñez, Gerónimo Ayusto, Antonio Inda, Teodoro Maidana, Remigio Aristarán, Evaristo Alfaro, Carlos Mena, Jorge Sáez, Efraín Díaz, Juan Díaz, Caraciolo De León, Anselmo Cánova, Pablo Rocha.
A largo de su historia el Club Atlético Atenas ha cosechado una enormidad triunfos, pero los más destacados fueron sin lugar a dudas las 4 Copas El País. Sus primeros logros se remontan a mediados de los años 1930, cuando obtuvo por primera vez la Liga Carolina de Fútbol en 1937. En dicha liga (ya disuelta) obtuvo 24 títulos en 44 temporadas y por consiguiente fue el equipo más ganador de la historia de dicha liga. También fue el más ganador del Torneo Departamental de Maldonado con 12 títulos. Tras la fusión de su liga con la Liga Mayor de Fútbol de Maldonado en 1995, siguió sumando títulos. Obtuvo 3 torneos en 7 temporadas.
No sólo fue dominante en su medio, sino que sus mayores glorias se remontan al plano nacional. En 1965 se corona como el primer Campeón del Interior del Uruguay tras obtener la primera Copa El País. Su época dorada fue la de los años 1970. En esa década obtuvo 3 Supercopas del Interior y 2 Copas El País más. Su cuarta copa llegó en el año 2001, y se convirtió en el club más ganador a nivel global en torneos de OFI con 14 títulos a saber 4 Campeonatos de Clubes Campeones del Interior, 4 Supercopas de Campeones del Interior y 6 Campeonatos de la Confederación del Este.

### Profesionalismo
En 2001 se afilió a la Asociación Uruguaya de Fútbol, y al año siguiente pasó a competir en la Segunda División Profesional de Uruguay, logrando estabilidad a nivel institucional, cosa que no han logrado otros clubes del interior uruguayo al profesionalizarse.
Se mantuvo en esta divisional hasta que finalmente en 2009 logró el soñado ascenso a la Primera División Profesional, derrotando en finales por el tercer ascenso a Durazno. Los dirigidos por "Culaca" González derrotaron al equipo del Yí 1:2 de visitantes y 2:0 de locales con dos goles de César Ceballos.
El 23 de agosto de 2009, en el Estadio Luis Franzini, jugó su primer partido en Primera, cayendo derrotado estrepitosamente por 5:1 de visitante frente a Defensor Sporting. Jorge Ramírez anotó el primer gol ateniense en la máxima categoría. Por su parte, el primer triunfo en la máxima categoría, lo logró el 4 de octubre después de casi dos meses de frustraciones, derrotando de local a Cerro Largo por 2 a 0, en la sexta fecha del torneo.
El 11 de abril de 2010 el equipo descendió oficialmente a Segunda después de perder 1-2 contra Rampla Juniors Fútbol Club, terminando su campaña en la última posición.
Al equipo carolino le costó 4 temporadas regresar a Primera División: si bien siempre llegó a disputar los play-offs por el tercer ascenso fue eliminado consecutivamente por Cerro Largo, Huracán y Torque. En el cuarto intento, en 2013-14, los azulgranas lograron el ascenso directo al lograr 46 puntos en 26 fechas y finalizar segundo detrás de Tacuarembó.
El 23 de noviembre de 2017 logra su tercer ascenso a la divisional A del fútbol uruguayo al empatar con Tacuarembó 1 a 1 en el estadio Domingo Burgueño Miguel con gol de Santiago Barboza.
En la temporada 2018 tuvo sus altibajos, donde termina finalmente bajando a la divisional B del fútbol uruguayo para la temporada 2019.

### Experiencias como SAD
El conjunto carolino por motivos económicos tuvo como estrategia para poder competir de forma más competitiva a partir de 2019 empezó a funcionar como Sociedad Anónima Deportiva, tuvo un primer grupo gerenciador el cual trabajo  dos años en mismo hasta 2021, donde el club rompiera relaciones con el mismo entendiendo no haber logrado los resultados esperados.
A mediados de 2020 el club mediante una votación de los socios  firmaría un contrato con el Grupo Pachuca de México, un contrato por 25 años, con el objetivo de trabajar como una filial de Talleres de Córdoba. Juan Pablo Fassi sería designado como presidente de la SAD.  Entre los objetivos del nuevo proyecto del club, se prometían fuertes inversiones en  la institución, se proyectaban nuevas infraestructuras como la construcción de una ciudad deportiva con ocho canchas de entrenamiento y un estadio moderno con características FIFA, cercano a Punta del Este.  
En su primer año a cargo de la nueva SAD el club, El club intentaría brindar una nueva cara del mismo, firmaría con la marca de indumentaria deportiva danesa Hummel, realizó contrataciones de renombre, como la llegada de Diego Forlán como técnico, jugadores como Sebastián Britos, Jonathan Ramírez, Sebastián Riquelme, etc. El proyecto a cargo de Forlán solo duraría solo 12 partidos, obteniendo 47.22% encontrándose en zona de Play off , donde el técnico sería despedido tras discusiones con el presidente de la SAD. Tras la salida de Diego Forlán como técnico, asumiría Christian Giménez, argentino exjugador de Boca Juniors, quien no obtendría los resultados esperados y no lograría mantenerse en la zona de play off, finalizando 9º de 12 lugares en el campeonato de segunda división. En su segundo año a manos de la SAD el conjunto ateniense nuevamente no lograría los resultados esperados, comenzaría la temporada con Roland Marcenaro como director técnico, quien había ascendido recientemente con Cerrito a Primera División, técnico quien se mantuvo hasta la fecha 13, sustituido por Valentín Villazan. El club finalizaría la temporada en la  8.ª posición, nuevamente fuera de la zona de play off. Además sería eliminado por Copa AUF Uruguay en la primera fase de la misma, frente a Mar de Fondo, equipo amateur. Para el año 2023 el grupo empresarial abandonaría la institución, llevándose la mayoría de los jugadores y sin realizar las inversiones en infraestructura que había proyectado.

## Símbolos

### Escudo y bandera
Tanto la bandera como el escudo del club contienen prácticamente el mismo diseño, adaptado a distintos formatos. Se trata de un fondo azul con una franja diagonal roja, que contiene la inscripción "C.A.Atenas" en color blanco.

## Uniforme
- Uniforme titular: Camiseta azul, pantalón blanco, medias rojas (tanto pantalón como medias pueden ser azules).
- Uniforme alternativo: Camiseta blanca con rojo, pantalón blanco, medias rojas.

| Periodo   | indumentaria | Auspicio en indumentaria | Auspicio en indumentaria | Auspicio en indumentaria |
| --------- | ------------ | ------------------------ | ------------------------ | ------------------------ |
| 1928-2002 |              |                          |                          |                          |
| 2002-2009 |              |                          |                          |                          |
| 2010-2013 | Mgr sport    | 8 Digital cambioNeson    |                          |                          |
| 2013-2015 | Mass         | estaciones.com           | Antel                    | ULBRIKA Redpagos         |
| 2015-2016 | Starbade     | estaciones.com           | Antel                    | farmashop                |
| 2016-2018 | Joma         | estaciones.com Buquebus  | Antel                    | farmashop                |
| 2018-2019 | Taca         |                          | Antel                    |                          |
| 2020      | Mgr sport    |                          | Antel                    |                          |
| 2021-2023 | Hummel       |                          | Antel                    |                          |

## Palmarés

### Torneos nacionales AUF
| Competición Nacional                            | Títulos | Subtítulos         |
| ----------------------------------------------- | ------- | ------------------ |
| Segunda División Profesional de Uruguay : (0/3) |         | 2013-14,2016, 2017 |
| Play Offs de Segunda División (1/0)             | 2008-09 |                    |
| Torneo Competencia de Segunda División (0/1)    |         | 2025               |

### Torneos nacionales OFI
| Competición Nacional                                            | Títulos                                  | Subtítulos |
| --------------------------------------------------------------- | ---------------------------------------- | ---------- |
| Copa Nacional de Clubes (4):                                    | 1965, 1975, 1976, 2001                   |            |
| * Campeonato del Este (fase intermedia de la Copa El País) (7): | 1965, 1974, 1975, 1976, 1977, 1985, 1986 |            |
| * Supercopa de Clubes Campeones del Interior (4)                | 1971, 1972, 1974, 1985.                  |            |

### Torneos departamentales
| Competición departamental               | Títulos                                                                      | Subtítulos |
| --------------------------------------- | ---------------------------------------------------------------------------- | ---------- |
| Departamental de Maldonado (13):        | 1957, 1964, 1970, 1971, 1973, 1974, 1984, 1985, 1988, 1990, 1991, 1993, 1996 |            |
| * Liga Mayor de Fútbol de Maldonado(3): | 1995, 1996, 2000                                                             |            |

### Torneos locales
| Competición Local                               | Títulos | Subcampeonatos |
| ----------------------------------------------- | --- | -------------- |
| Liga Carolina de Fútbol (24):                   | 1937, 1954, 1961, 1962, 1963, 1964, 1965, 1966, 1969, 1970, 1971, 1973, 1974, 1978, 1979, 1985, 1986, 1987, 1988, 1989, 1990, 1991, 1992, 1993 |                |
| Torneo Apertura Liga Carolina (16):             | 1953, 1955, 1956, 1958, 1962, 1968, 1969, 1970, 1972, 1973, 1976, 1978, 1979, 1989, 1990, 1994                                                 |                |
| Torneo Liguilla Liga Carolina (2):              | 1992, 1993 |                |
| Torneo Apertura Primera Departamental (2):      | 1983, 1984 |                |
| Torneo Integración Liga Mayor de Maldonado (1): | 1995 |                |
| Torneo Clasificatorio Copa Ofi (1):             | 1995 |                |
| Torneo Liguilla Liga Mayor de Maldonado (1):    | 1995 |                |
| Torneo Apertura Liga Mayor de Maldonado (1):    | 1996 |                |
| Torneo Clausura Liga Mayor de Maldonado(1):     | 2000 |                |

### Torneos amistosos
- Copa del Este (1):2002.
- Copa Buquebus (1): 2009.
- Torneo Integración (1): 2016.

Nota: en 1995 la Liga Capital de Fútbol de Maldonado (Maldonado) y la Liga Carolina de Fútbol (San Carlos) se fusionaron en la Liga Mayor de Fútbol de Maldonado.

## Datos estadísticos
Datos actualizados hasta la temporada 2025 inclusive.
- Temporadas en Primera División: 3.ª (2009-10, 2014-15, 2018).
  - Anterior participación: 2009-10
- Temporadas en Segunda División: 22
  - Debut: 2002